# Arràs
|  | Per a altres significats, vegeu «Arras». |

Arràs (Arras en francès i Aro en picard, Atrecht en neerlandès) és una ciutat del nord de França, capital del departament del Pas de Calais, a la regió dels Alts de França. Situada vora el riu Scarpe, és l'antiga capital de l'Artois i centre comercial i mercat agrícola de les planes septentrionals franceses, s'ha desenvolupat molt ràpidament, sobretot com a nucli industrial de la regió. A la Grande Place sobresurten diverses cases del segle xvii, i a la Petite Place hi ha l'ajuntament del segle xvi. La catedral, del segle xviii, és d'estil neoclàssic. A la ciutat hi ha un museu important en pintura francesa i flamenca.

## Història
Originàriament, amb el nom de Nemetacum o Nemetocenna, va ser un assentament de la tribu celta dels atrebats. Claudi Ptolemeu diu que la capital de la tribu fou Origiacum i Metacum (aquesta darrera probablement la mateixa Nemetacum) però no situa bé els atrebats. Els romans la convertiren en una guarnició militar amb el nom d'Atrebatum o Atrebates, nom que posteriorment es va corrompre a Arràs, que és el seu nom modern (vegeu Comtat d'Artois).
Situada en la frontera entre França i els Països Baixos va passar diverses vegades a pertànyer a un i a l'altre estat fins que el 1654 va passar definitivament a França.
Hi va néixer Maximilien de Robespierre un dels principals protagonistes de la Revolució Francesa.
El 9 de maig de 1915, va tenir lloc la primera batalla d'Arras, a prop de la ciutat, implicant la companyia "Hola" Legió txecoslovaca a França. Els combats van continuar amb una major intensitat, especialment en 1917, quan la ciutat va ser greument danyada.
Durant la Primera Guerra Mundial, va estar en primera línia del front de guerra i una llarga sèrie de batalles es coneixen com la batalla d'Arràs. Durant la Segona Guerra Mundial els alemanys ocuparen la ciutat i executaren a 240 persones acusades de pertànyer a la Resistència francesa.